# Federación Mundial de Concursos Internacionales de Música
La Federación Mundial de Concursos Internacionales de Música (FMCIM) es una organización con sede en Ginebra (Suiza) encargada del mantenimiento de los concursos musicales en los que se quiere descubrir nuevos talentos de la música clásica. Fundada en 1957, en la actualidad son miembros de la federación unos 120 concursos.

## Concursos
1957
- Concurso Internacional de Música ARD, Múnich
- Budapest International Music Competition, Budapest
- Concurso Internacional de Piano Ferruccio Busoni, Bolzano
- Concurso Internacional de Piano Fryderyk Chopin, Varsovia
- Concurso Internacional de música de Ginebra, Ginebra
- Concurso Internacional de Música Viotti, Vercelli
- Concurso Internacional de Violín Henryk Wieniawski, Poznań
- Concurso Long-Thibaud-Crespin, París
- Concurso Internacional de Violín Paganini, Génova
- Festival Primavera de Praga
- Concurso Internacional de Música Reina Isabel de Bélgica, Bruselas

1958
- Concurso Internacional de Música María Canals, Barcelona
- Concurso Internacional para Jóvenes Directores de Besanzón, Besanzón
- Beethoven International Piano Competition, Viena
- Concurso Internacional de Canto de Toulouse, Toulouse

1959
- Concurso Internacional de Canto de Hertogenbosch, Hertogenbosch

1961
- Concurso Internacional de Piano y Canto Robert Schumann, Zwickau

1963
- Accademia Nazionale di Santa Cecilia International Composition Competition, Roma

1965
- Concurso Internacional de Música Johann Sebastian Bach, Leipzig
- Concurso Internacional de Piano de Leeds, Leeds

1968
- Concurso Internacional de Música Vianna da Motta, Lisboa

1969
- Concurso Jean Sibelius, Helsinki

1971
- Concurso Internacional Chaikovski (piano, violín, violonchelo, canto), Moscú

1973
- Grand Prix de Chartres, Chartres

1974
- Concurso Jóvenes Músicos, Belgrado

1975
- Concurso Internacional de Piano Alessandro Casagrande, Terni
- Concurso Internacional de Piano Arthur Rubinstein, Tel Aviv
- Grand Prix Maria Callas, Atenas

1976
- Concurso Internacional de Violín Alberto Curci, Nápoles
- Concurso Internacional de Piano Clara Haskil, Vevey
- Concurso internacional de piano de Santander "Paloma O'Shea", Santander
- Concurso Internacional de Violín de Sion, Sion
- Concurso Internacional de Canto Voces Verdianas, Busseto

1977
- Concurso Internacional de Piano Van Cliburn, Fort Worth

1978
- Concurso Internacional de Piano de Sídney, Sídney
- Concurso Internacional de Violín Vaclav Huml, Zagreb

1979
- Concurso Internacional de Piano de Épinal, Épinal

1980
- Concurso Internacional Fritz Kreisler, Viena
- Concurso Internacional de Directores de Orquesta Grzegorz Fitelberg, Katowice
- Concurso de Cuartetos de Cuerda de Londres, Londres
- Concurso Internacional de Violín Ludwig Spohr, Friburgo
- Concurso Internacional de Piano William Kapell, College Park

1981
- Burdeos Concurso Internacional de Cuartetos de Cuerda, Burdeos
- Concurso Internacional de Música Carl Nielsen (violín, órgano, flauta, clarinete), Odense
- Concurso Internacional de Piano de Cleveland, Cleveland
- Concurso Internacional de Música Dr. Luis Sigall (piano, violín, violonchelo, guitarra, canto), Viña del Mar
- Concurso Internacional de Guitarra Clásica Michele Pittaluga, Alejandría

1982
- Verviers Concurso Internacional de Canto, Verviers

1983
- Concurso Internacional de Canto Francisco Viñas, Barcelona
- Concurso Internacional de Piano Gina Bachauer, Salt Lake City

1984
- Concurso Internacional de Cuartetos de Cuerda de Banff, Banff
- Concurso Internacional de Violín de Indianápolis, Indianápolis
- Concurso Internacional de Música de Cámara Vittorio Gui, Florencia

1985
- Concurso Internacional de Violín Rodolfo Lipizer, Gorizia

1986
- Concurso Internacional de Dirección de Orquesta y Composición Arturo Toscanini - Goffredo Petrassi, Parma
- Concurso Internacional de Guitarra Francisco Tárrega, Benicàssim

1987
- Concurso Internacional de Piano Géza Anda, Zúrich
- Concurso Internacional de Flauta de Kobe, Kōbe
- Concurso Internacional de Canto Mirjam Helin Helsinki
- Concurso Internacional de Piano Pilar Bayona, Zaragoza (desaparecido en 2001)

1988
- Concurso Internacional de Canto de Bilbao, Bilbao
- Concurso Internacional de Música de Colonia (violín, piano, canto)

1989
- Concurso Internacional de Piano Dublín, Dublín

1990
- Concurso Internacional de Música Franz Schubert, Graz[1]
- Concurso Internacional de Música de Cámara de Trapani
- USA International Harp Competition, Bloomington
- Concurso Internacional de Música Wolfgang Amadeus Mozart, Salzburgo

1991
- Paolo Borciani International String Quartet Competition, Reggio Emilia
- UNISA International Music Competition, Pretoria

1992
- Cidade do Porto International Piano Competition, Oporto
- International Franz Liszt Piano Competition, Utrecht
- Odense International Organ Competition, Odense

1993
- Antonio Pedretti International Conducting Competition, Trento
- Concurso Internacional de Piano José Iturbi, Valencia
- Leopold Mozart International Violin Competition, Augsburgo
- Markneukirchen International Instrumental Competition, Markneukirchen
- Queen Sonja International Music Competition, Oslo

1994
- Mikalojus Konstantinas Ciurlionis International Piano and Organ Competition, Vilnius
- Scottish International Piano Competition, Glasgow

1995
- Calgary International Organ Competition, Calgary
- Dos Hermanas International Clarinet Competition, Dos Hermanas
- Julián Gayarre - Pablo Sarasate International Singing and Violin Competition, Pamplona
- Provincia di Caltanissetta International Chamber Music Competition, Caltanissetta
- Joseph Joachim International Violin Competition, Hannover  Archivado el 22 de noviembre de 2011 en Wayback Machine.

1996
- Città di Porcia International Music Competition (viento metal), Porcia
- "Ciutat de Tarragona" International Award for Musical Composition, Tarragona
- Franz Schubert International Piano Competition, Dortmund
- Melbourne International Chamber Music Competition, Melbourne

1997
- Jan Nepomuk Hummel International Piano Competition, Bratislava
- Marseille International Opera Competition, Marsella
- Murray Dranoff International Two Piano Competition, Miami
- Orléans International Piano Competition, Orleans
- Osaka International Chamber Music Competition, Osaka
- Sergei Prokofiev International Music Competition, San Petersburgo

1998
- Honens International Piano Competition, Calgary
- Hamamatsu International Piano Competition, Hamamatsu
- Trio di Trieste International Chamber Music Competition, Trieste

2000
- Ville de Paris International Music Competition, París
- Witold Lutoslawski International Cello Competition, Varsovia

2001
- Alexander Girardi International Singing Competition, Coburgo
- Luxembourg International Percussion Competition, Luxemburgo

2002
- George Enescu International Piano Competition, Bucarest
- London International Piano Competition, Londres
- Tbilisi International Piano Competition, Tbilisi

2003
- Musashino-Tokio International Organ Competition, Musashino
- Shizuoka International Singing Competition, Hamamatsu

2004
- Cadaqués Orchestra International Conducting Competition, Cadaqués
- International Competition for Young Pianists in Memory of Vladimir Horowitz, Kiev
- Montreal International Musical Competition (piano, violín, singing), Montreal
- Premio Jaén International Piano Competition, Jaén
- Michael Hill International Violin Competition, Auckland

2005
- Città di Brescia International Violin Competition, Brescia
- Sendai International Music Competition (violín, piano), Sendai
- Weimar International Music Competition (Fanz Liszt - piano, Joseph Joachim - chamber music), Weimar

2006
- Isang Yun Competition, Tongyeong
- Lyon International Chamber Music Competition, Lyon
- Pablo Casals International Cello Competitionm Kronberg
- Saint-Maurice d'Agaune International Organ Competition, Saint-Maurice d'Agaune

2007
- China International Piano Competition, Xiamen
- EPTA - Svetislav Stančić International Piano Competition, Zagreb
- TROMP International Music Competition, Eindhoven

2008
- Max Rostal International Viola and Violin Competition, Berlín
- Swedish International Duo Competition, Katrineholm

2009
- China International Singing Competition, Ningbo
- China International Violin Competition, Qingdao
- Jeju International Brass Competition, Jeju
- Maj Lind International Piano Competition, Helsinki
- Rina Sala Gallo International Piano Competition, Monza
- Seoul International Music Competition (piano, violín, singing), Seúl
- Telekom - Ludwig van Beethoven International Piano Competition, Bonn
- Wilhelm Stenhammar International Music Competition (for singers), Norrköping

2010
- Paderewski International Piano Competition, Bydgoszcz
- Beijing International Music Competition, Pekín
- Gaspar Cassado International Violoncello Competition, Hachioji

2011
- Veronica Dunne International Singing Competition, Dublín
- The Aeolus International Competition for Wind Instruments, Düsseldorf
- Concurso Internacional de Oboe de Japón, Karuizawa
- International Chamber Music Competition "Città di Pinerolo", Pinerolo
- BNDES International Piano Competition, Río de Janeiro
- International Competition of Young Conductors Lovro von Matacic, Zagreb

2012
- International Violin Competition Henri Marteau, Lichtenberg
- International J. M. Sperger Competition for Double Bass, Ludwigslust
- Trondheim International Chamber Music Competition, Trondheim

2013
- Aram Khachaturian International Competition, Ereván

2014
- Tokyo International Music Competition for Conducting, Tokio

2015
- International Grand Prix of Romania ”Trophaeum Artis Cantorum”, Bucarest
- China Shenzhen International Piano Concerto Competition, Shenzhen
- Takamatsu International Piano Competition, Takamatsu
- Top of the World International Piano Competition, Tromsø

2016
- Hong Kong International Piano Competition, Hong Kong
- Canadian International Organ Competition, Montreal
- Elena Obraztsova International Competition of Young Opera Singers, San Petersburgo
- "Giorgos Thymis" International Piano Competition, Tesalonica

2017
- International Edvard Grieg Piano Competition, Bergen
- Schoenfeld International String Competition, Harbin
- International Piano Competition - Istanbul Orchestra'Sion, Estambul
- Longwood Gardens International Organ Competition, Kennett Square
- Primrose International Viola Competition, Los Ángeles
- Princess Astrid International Music Competition Archivado el 8 de agosto de 2014 en Wayback Machine., Trondheim

2018
- The Mahler Competition Archivado el 16 de septiembre de 2017 en Wayback Machine., Bamberg
- Zhuhai International Mozart Competition, Zhuhai
- The Gurwitz International Piano Competition, Texas[2]

2019
- International Luciano Berio Composition Competition, Roma
- Shanghai Isaac Stern International Violin Competition, Shanghai
- Singapore International Violin Competition,[3] Singapur
- Éva Marton International Singing Competition, Budapest
- International Stanisław Moniuszko Vocal Competition (Międzynarodowy Konkurs Wokalny im. Stanisława Moniuszki), Varsovia

2020
- The Girolamo Fantini Intertnational Trumpet Competition, Roma
- Debut International Classical Singing Competition,[4] Weikersheim
- Santa Cecilia Piano Competition, Oporto

2021
- DHF World Harp Competition, Utrecht
- The Azrelli Music Prizes, Toronto

2022
- Concurso Internacional de Piano Compositores de España (CIPCE), Las Rozas de Madrid